# Costache Negri
Costache Negri (Iași, 14 maggio 1812 – Târgu Ocna, 28 settembre 1876) è stato un politico, patriota e scrittore romeno.
In suo onore venne chiamato il comune di Costache Negri, nel distretto di Galați.